# Francisca de Carvajal
Francisca de Carvajal o Francisca Núñez de Carvajal o Carabajal (Reino de Portugal; Circa 1540 — Ciudad de México; 8 de diciembre de 1596) fue una judía conversa hermana de Luis de Carvajal y de la Cueva (gobernador del Nuevo Reino de León) y descendiente de una familia de judíos conversos portugueses que pasaron primero a España y luego al Nuevo Mundo en 1580, fundando la ciudad de Monterrey. Acusada de judaizar (a los sospechosos de continuar con sus prácticas religiosas se les denominaba marranos), desde 1590 fue sometida, como toda su familia, a proceso inquisitorial, terminando la mayor parte de ellos ejecutados en un auto de fe.

## Biografía
Francisca era la hija de Gaspar II de Carvajal de la Cueva y Doña Catalina de León, y la esposa de Francisco Rodríguez de Matos (del que enviudó antes del proceso) y la madre de Luis de Carvajal (el Mozo), el primer escritor judío de América. Sus hijos, por orden de edad, eran: Isabel (viuda de Gabriel de Herrera), Catalina (casada con Antonio Díaz de Cáceres, comerciante de la Ciudad de México interesado en las minas de Tasco), Mariana, Leonor (casada con Jorge de Almeida, socio comercial de Antonio Díaz de Cáceres), Baltasar (que compuso poesías rituales hebreas junto con su hermano), el citado Luis, Miguel y Anica. Otro hijo, Gaspar, posiblemente monje y cristiano muy piadoso, había llegado a América poco antes, instalándose en el convento de Santo Domingo de la capital del Virreinato de la Nueva España.

## Auto de fe
La confesión de Isabel, obtenida bajo tortura, implicó a toda la familia Carvajal. Fueron obligados a confesar y abjurar públicamente en el auto de fe celebrado el sábado 24 de febrero de 1590. Francisca de Carvajal, quien fue torturada en el potro de cordeles hasta obtener su confesión, y varios de sus hijos (Luis el Mozo y cuatro de sus hermanas -Isabel, Catalina, Leonor y Mariana-) fueron condenados a prisión perpetua; Baltasar, que había escapado, y Francisco Rodríguez, marido de Francisca y padre de todos ellos, que había muerto previamente, fueron quemados en efigie.

## Relapso
En enero de 1595, se activó un segundo proceso inquisitorial, acusándolos de relapsos. Durante su prisión intentaron comunicarse con otros marranos, a los que escribieron mensajes de fortaleza en la fe judía. Todos ellos murieron quemados en la hoguera en el auto de fe que se celebró en Ciudad de México el 8 de diciembre de 1596, excepto Mariana (que, por haber perdido la razón, tuvo que esperar a un auto de fe posterior -25 de marzo de 1601-) y la más pequeña, Anica, que fue reconciliada.